# Filo

A hierarquia da classificação científica dos seres vivos

Filo (em latim: phylum; em grego: Φῦλον; plural: Φῦλα: phyla) é um taxon usado na classificação científica dos seres vivos. A palavra Phyla tem a sua origem no conceito grego clássico de φυλαί, phylai, o sistema de votação de base clânica usado nas cidades-estado da Grécia Antiga. Os filos são os agrupamentos mais elevados geralmente aceitos ou o agrupamento mais alargado geralmente aceito de seres vivos que partilham certas características evolutivas comuns. Tal não impede que os filos sejam por vezes agrupados em taxa mais gerais, designados por superfilos (ou versão latinizada, superphyla), como por exemplo os Ecdysozoa, um agrupamento de 8 filos, incluindo os artrópodes e os vermes; ou os Deuterostomia (incluindo os equinodermes, os cordados, hemichordados e quetognatas). Em linguagem informal, a designação filo é utilizada, embora com risco de incorrecção, para designar agrupamentos de seres vivos baseados numa configuração morfológica comum.
A utilização do termo filo teve a sua origem no campo zoológico, sendo no campo botânico tradicionalmente preferido o uso do termo divisão para designar agrupamentos taxionómicos de nível correspondente. Contudo, na moderna Sistemática, um filo corresponde a uma divisão enquanto grupo taxionómico, sendo o conceito de utilização universal, isto é aplicável em toda a Biologia, sem destrinça para os campos clássicos da Botânica e da Zoologia. Esta posição foi reafirmada no XV Congresso Internacional de Botânica, em 1992, que incluiu esse princípio no Código Internacional de Nomenclatura Botânica. Assim sendo, na classificação de plantas (reino Metaphyta), os filos subdividem-se, normalmente, em Classes, pelo que o termo divisão pode ser substituído pelo termo filo.

## Enquadramento
Desde cedo que a classificação científica dos seres vivos inclui os seguintes níveis de organização (taxons): Reino, Filo, Classe, Ordem, Família, Género, Espécie e Subespécie (alargada, no caso dos animais e plantas domesticados, a raça, variedade e cultivar). Neste contexto de classificação hierárquica, filo corresponde a um agrupamento muito alargado.
Com a introdução do Sistema dos Três Domínios, agora já com aceitação generalizada,  surgiu um novo nível, o Domínio hierarquicamente superior ao tradicional Reino, sendo agora o nível classificativo mais abrangente e aquele que tenta dividir o mundo vivo nas suas clades mais fundamentais.
Os filos animais mais conhecidos são os Moluscos, Poríferos, Cnidários, Platelmintos, Nemátodos, Anelídeos, Artrópodes, Equinodermos e Cordados, este sendo o filo ao qual os humanos pertencem. Apesar de se admitir geralmente que existem 35 filos, os 9 atrás citados incluem a maioria das espécies conhecidas. Assim, apesar de se estimar existirem na Terra mais de 2 400 000 de espécies, todas elas podem ser enquadradas em pouco mais de três dezenas de grandes grupos.
Muitos dos filos são exclusivamente marinhos, e apenas um filo, o constituído pelos vermes Onychophora, está inteiramente ausente dos oceanos. Ao longo do último século só foram descobertos três novos filos, sendo que o filo de constituição mais recente é o Cycliophora, constituído em 1993 para acomodar a espécie Symbion pandora, que pela sua extraordinária diferenciação não pôde ser incluído em nenhum dos filos anteriormente reconhecidos.
Durante a Explosão câmbrica, a grande expansão da biodiversidade que ocorreu aproximadamente entre 542 e 530 milhões de anos atrás, levou à constituição dos atuais filos, sendo claro que todos filos conhecidos como presentes no mundo vivo (e muitos hoje já extintos) já existiam no final daquele período. Em comparação com os cerca de 35 filos extantes, estima-se que no auge da biodiversidade do Câmbrico terão coexistido cerca de 100 filos distintos, testemunho do largo espectro evolucionário da fronteira entre as épocas Precâmbrica e Câmbrica.
Apesar dessa constância em termos filogenéticos, com o passar dos tempos, o papel ecológico dos diversos filos variou marcadamente: durante o Câmbrico a megafauna, ou seja os grandes animais, dominante era constituída por artrópodes, sendo esse papel hoje desempenhado pelos vertebrados.

## História
A classificação científica dos organismos em sistemas hierárquicos está em usos desde os trabalhos pioneiros de Lineu em pleno século XVIII, baseados geralmente no agrupamentos dos seres vivos de acordo com as semelhanças morfológicas detectadas pela comunidade científica. Os grupos eram constituídos de acordo com o grau de semelhança percebido, e incluídos numa hierarquia de semelhanças decrescentes, ou seja em grupos cada vez mais alargados de forma a acomodar a crescente diversidade morfológica e funcional.
Estas classificações baseadas em anatomia comparada dominaram a Sistemática até às décadas mais recentes, quando a disponibilidade de meios de análise do material genético e o surgimento da biologia molecular vieram por em crise a estruturação existente, já que organismos aparentemente semelhantes podem ter origem filogenética muito distinta enquanto organismos morfologicamente muito afastados podem ser parentes próximos. Assim, apesar das suas aparências diversas, crescentemente os seres vivos são agrupados em função da sua organização biológica intrínseca, formandos Filos baseados na sua organização interna, estudada ao nível molecular.
Desde cedo na história da Sistemática se percebeu que, na determinação das relações de pertença a um qualquer grupo taxionómico, a organização interna e a estrutura orgânica de um organismo eram mais importantes do que a sua morfologia externa. A organização interna determina a forma como um animal procede à troca de gases com o meio envolvente, obtêm nutrientes e elimina resíduos metabólicos e se reproduz. Estas funções, subjacentes à própria definição de ser vivo, são hoje as grandes determinantes na cladística moderna.
Assim, o objeto da Biologia Evolucionária é hoje tentar determinar a proximidade filogenética entre seres vivos, tentando obter agrupamentos racionais, ignorando quando necessário a diversidade morfológica, já que nem sempre existe uma relação direta entre a forma e a função e muito menos entre a morfologia exterior e a morfologia interna e a biologia molecular.
Por exemplo, apesar de aparentemente muito diferentes, as aranhas e os caranguejos pertencem ao filo dos Arthropoda, enquanto as minhocas e as lombrigas, apesar de morfologicamente muito semelhantes, pertencem, respectivamente, aos filos Annelida e Nematoda.

### O debatefiloversusdivisão
Tendo o conceito sido originalmente desenvolvido no campo zoológico, tradicionalmente apenas os reinos considerados animais eram divididos em filos (Monera, Protista e Metazoa). Os reinos considerados tradicionalmente como vegetais (Monera, Fungi, Metaphyta e Protista) utilizavam a designação divisão para os seus agrupamentos de ordem superior. Note-se que nos reinos Protista e Monera se utilizam historicamente divisões e filos (divisões para as algas unicelulares; filos para os protozoários), consoante a afinidade percebida dos organismos com vegetais ou animais.
No reino Virus não é costume utilizarem-se divisões ou filos, embora haja um tipo de classificação viral onde existem dois filos (Desoxivirus e Ribovirus). Essa classificação é geralmente considerada como inadequada, pois nem todos os vírus se enquadram nos filos por ela postulados. Existe uma nova proposta de Classificação dos vírus na qual se opta pela inexistência de agrupamentos superiores, sendo o reino considerado um único filo e classe, subdividido apenas ao nível da ordem.

## Lista de filos animais
| Filo            | Significado                   | Nome comum                  | Características distintivas                              | Espécies descritas                        |
| Acanthocephala  | Cabeça espinhosa              | Vermes-espinhosos           | Probóscide espinhosa reversível                          | Cerca de 1 151                            |
| Acoelomorpha    | Forma sem canal digestivo     | Acelomorfos                 | Ausência de boca e de canal alimentar                    |                                           |
| Annelida        | Pequeno anel                  | Vermes segmentados          | Múltiplos segmentos circulares                           | Cerca 15 000 modernas                     |
| Arthropoda      | Patas articuladas             | Artrópodes                  | Exoesqueleto de quitina                                  | 1 134 000+                                |
| Brachiopoda     | Pé no braço                   | Braquiópodes                | Lofóforo e pedículo                                      | Entre 300 e 500 espécies extantes         |
| Bryozoa         | Animais musgo                 | Briozoários, ectoprotas     | Lofóforo, ausência de pedículo, com tentáculos ciliados  | Cerca de 5 000+                           |
| Chaetognatha    | Mandíbula com espinhos        | Quetognatos                 | Espinhos quitinosos dos dois lados da cabeça, barbatanas | Cerca de 100 espécies modernas            |
| Chordata        | Corda                         | Cordados                    | Espinha dorsal oca percorrida por um cordão nervoso      | 63 000+                                   |
| Cnidaria        | Urticante                     | Celenterados                | Nematocistos (células urticantes)                        | Cerca de 10 000                           |
| Ctenophora      | Com pente                     | Pentes-do-mar               | Oito fileiras de "pentes" de cílios fundidos             | Cerca de 100                              |
| Cycliophora     | Que leva uma roda             | Symbion                     | Boca circular rodeada por cílios                         | Pelo menos 3                              |
| Echinodermata   | Pele espinhosa                | Equinodermos                | Simetria penta-radial, espinhos calcificados             | Cerca de 7 000 extantes e 13 000 extintas |
| Echiura         | Cauda espinhosa               | Equiuros                    | Conjunto de ganchos na parte posterior do corpo          | Cerca de 140                              |
| Entoprocta      | Ânus interior                 | Entoproctos                 | Ânus no interior de um anel de cílios                    | Cerca de 150                              |
| Gastrotricha    | Estômago peludo               | Meiofauna                   | Dois tubos adesivos terminais                            | Cerca de 450                              |
| Gnathostomulida | Orifício nas mandíbulas       | Gnatostomulidos             |                                                          | Cerca de 100                              |
| Hemichordata    | Meia corda                    | Hemicordados                | Presença de uma estomocorda                              | Cerca de 100                              |
| Kinorhyncha     | Nariz móvel                   | Cinorrincos                 | Onze segmentos, cada com uma placa dorsal                | Cerca de 150                              |
| Loricifera      | Com espartilho                | Loricíferos                 | Escamas em forma de umbela em cada extremidade do corpo  | Cerca de 21                               |
| Micrognathozoa  | Animal de mandíbula minúscula | Micrognatozoários           | Tórax extensível em forma de acordeão                    | 1                                         |
| Mollusca        | Concha fina                   | Moluscos                    | Pé muscular e conchas arredondadas                       | Cerca de 70,000                           |
| Myxozoa         | Animais de muco               | Mixozoários                 | Cápsulas polares semelhantes a nematocistos              | Pelo menos 12 000                         |
| Nematoda        | Rosca                         | Nemátodos                   | Secção circular, cutícula queratinosa                    | 80 000 a 1 000                            |
| Nematomorpha    | Em forma de rosca             | Nematomorfos                |                                                          | Cerca de 320                              |
| Nemertea        | Uma ninfa do mar              | Vermes-fitas                |                                                          | Cerca de 1200                             |
| Onychophora     | Que têm garras                | Vermes-de-veludo            | Pernas terminando em garras quitinosas                   | Cerca de 110                              |
| Orthonectida    | Nadam a direito               | Ortonectidos                |                                                          | Cerca de 20                               |
| Phoronida       | Amante de Zeus                | Vermes-ferraduras           | Tubo digestivo em forma de U                             | 20                                        |
| Placozoa        | Animal placa                  | Placozoários                |                                                          | 1                                         |
| Platyhelminthes | Verme plano                   | Vermes-planos, platelmintos |                                                          | Cerca de 25 000                           |
| Porifera        | Que tem poros                 | Esponjas                    | Parede interior perfurada                                | Mais de 5 000                             |
| Priapulida      | Deus fálico                   | Vermes priapulídeos         | Probóscide retráctil rodeada por papilas                 | 17                                        |
| Rhombozoa       | Losangos                      | Rombozoários                | Um única célula axial rodeada por células ciliadas       | 75                                        |
| Rotifera        | Que têm rodas                 | Rotíferos                   | Coroa de cílios na parte anterior do corpo               | Cerca de 2000                             |
| Sipuncula       | Pequeno tubo                  | Vermes amendoim             | Boca rodeada por tentáculos invertíveis                  | 144 a 320                                 |
| Tardigrada      | Passo lento                   | Tardígrados                 | Cabeça e corpo com quatro segmentos                      | Cerca de 750                              |
| Xenoturbellida  | Verme estranho                | Xenoturbelidos              | Deuterostomas ciliados                                   | 2                                         |
| TOTAL           |                               |                             |                                                          | 2 400 000+                                |

## Lista de filos (oudivisões) vegetais
| Filo                 | Significado                 | Nome comum             | Características distintivas                                                        |
| Anthophyta           | Planta que floresce         | Plantas com flor       | Produzem flores e frutos (ou similares)                                            |
| Bryophyta            | Planta musgosa              | Musgos e hepáticas     | Esporos diplóides, desprovidas de vascularização                                   |
| Pteridophyta         | Planta de feto              | Fetos, samambaias      | Esporos diplóides e sistema vascular                                               |
| Pinophyta            | Planta de pinheiro          | Coníferas              | Pinhas contendo sementes                                                           |
| Sphenophyta          | Planta de pincel            | Equiseta e erva-rabuda | Fotosintética, oca, caules ocos e com septos                                       |
| Cycadophyta          | Planta de palmeira          | Cícadas, cicas         | Sementes, uma coroa de folhas compostas                                            |
| Ginkgophyta          | Planta de Ginkgo            | Ginkgo                 | Sementes não incluídas em frutos (monoespecífico)                                  |
| Gnetophyta           |                             | Gnetofitas             | Sementes e sistema vascular lenhoso                                                |
| Pteridospermatophyta | Planta de feto com sementes | Fetos com sementes     | Apenas conhecida pelo registo fóssil, na maior parte do Devoniano, taxon disputado |

## Lista dos filos (divisões) dos fungos
| Filo            | Significado              | Nome comum         | Características distintivas                        |
| Chytridiomycota | Cogumelo de vaso pequeno | Quitrídeos         | Paredes celulares celulósicas, gametas flageladas  |
| Deuteromycota   | Segundo cogumelo         | Fungos imperfeitos | Apenas se reproduzem assexuadamente                |
| Zygomycota      | Cogumelos de pé          | Zygomycetes        | Fundem gametângios para formar um zigoesporângio   |
| Glomeromycota   | Cogumelos bola           | Glomeromicetas     | Formam micorrizas arborescentes na raiz de plantas |
| Ascomycota      | Cogumelo de saco         | Ascomicetas        | Produzem esporos num 'asco'                        |
| Basidiomycota   | Cogumelos de base larga  | Basideomicetas,    | Produzem esporos num 'basídio'                     |

## Grupos tradicionalmente considerados como filos
| Ex-filo         | Nome comum               | Consenso actual                                           |
| Craniata        | Craniados                | Subgrupo do Filo Chordata; talvez sinónimo de Vertebrata. |
| Cephalochordata | Anfíoxos                 | Subfilo do Filo Chordata                                  |
| Cephalorhyncha  | Cefalorrincos            | Superfilo de Scalidophora.                                |
| Enteropneusta   | Vermes enteropneumonares | Classe do filo Hemichordata.                              |
| Pentastomida    | Vermes de língua         | Subclasse dos Maxillopoda do filo Arthropoda.             |
| Pogonophora     | Pogonóforos              | Parte da família Siboglinidae do filo Annelida.           |
| Pterobranchia   | Pterobrânquios           | Classe do filo Hemichordata.                              |
| Symplasma       | Esponjas coralinas       | Classe Hexactinellida do filo Porifera.                   |
| Urochordata     | Tunicados                | Subfilo do filo Chordata.                                 |
| Vestimentifera  | Vermes                   | Parte da família Siboglinidae do filo Annelida.           |